# Marie-Louise Coidavid
Marie-Louise Coidavid (* 8. Mai 1778 in Ouanaminthe, Saint-Domingue; † 14. März 1851 in Pisa) war von 1811 bis 1820 Königin von Nord-Haiti.

## Leben und Wirken
Marie-Louise Coidavid wurde 1778 in eine freie schwarze Familie hineingeboren. Ihr Vater war der Besitzer eines Hotels. 1792 lernte sie ihren späteren Ehemann Henri Christophe kennen, den sie bereits ein Jahr später in Cap-Haïtien heiratete. Das Paar bekam fünf Kinder:
- François-Ferdinand Christophe (1794–1805)
- Françoise-Améthyste (1798–1831)
- Anne-Athénaïre (1800–1839)
- Jacques-Victor Henri, Prince Royal (1804–1820)
- ein Sohn (*/† 1805)

Henri Christophe kämpfte mit Pétion um die Alleinherrschaft, bis das Land 1808 so geteilt wurde, dass Christophe den von der überwiegend schwarzen Bevölkerung bewohnten nördlichen Teil erhielt. Diesen verwandelte er 1811 in eine erbliche Monarchie und ließ sich 1811 als Heinrich I. zum König ausrufen, der Süden wurde eine Mulatten-Republik unter Präsident Pétion.
Als Königin an der Seite ihres Gatten zog sie in das Schloss Sans Souci. Ihr neuer Status bescherte ihr zeremonielle Aufgaben, Hofdamen, einen Sekretär und einen eigenen Hofstaat. Sie nahm ihre Position ernst und erklärte, dass der Titel, der ihr von der Nation gegeben wurde, ihr auch Verantwortung und Pflichten auferlegte. Sie mischte sich jedoch nicht in die Staatsgeschäfte ein.
Für den Fall, dass ihr noch minderjähriger Sohn die Nachfolge des Königs antreten müsste, wurde ihr die Position der Regentin zugedacht. Ihr Sohn wurde jedoch vor dem Tod seines Vaters volljährig.
Nach dem Tod von Henri Christophe im Jahr 1820 blieb sie mit ihren Kindern im Palast, bis sie von den Anhängern ihres Gatten zusammen mit dessen Leichnam aus dem Palast eskortiert wurden; nach ihrer Abreise wurde der Palast überfallen und geplündert.
Präsident Jean-Pierre Boyer bot ihr seinen Schutz an. Man erlaubte der Witwe, sich mit ihren Kindern in Port-au-Prince niederzulassen.
Später ging sie in das Exil nach Italien und starb 1851 im Alter von 72 Jahren in Pisa.